# Jorge Valdano
Jorge Alberto Francisco Valdano Castellanos (Las Parejas, Santa Fe, 4 de octubre de 1955) es un conferencista, exfutbolista y exentrenador de futbol argentino. Campeón del mundo con Argentina en el Mundial de México 1986, jugaba de delantero y su primer equipo fue Newell's Old Boys. Como entrenador desarrolló toda su carrera en España, dirigiendo al Club Deportivo Tenerife, Valencia C. F., Real Madrid, Deportivo Alavés y Real Zaragoza. Actualmente trabaja como comentarista para Movistar Liga de Campeones y LaLigaTV por M+; también interviene en el programa El Transistor, de «Onda Cero».
Desde 2003 hasta 2009 fue el director deportivo del Real Madrid Club de Fútbol, cuando Florentino Pérez le incluyó en la candidatura tres años después de ganar las elecciones del club en 2000. Entre el 1 de junio de 2009 y el 25 de mayo de 2011 afrontó una nueva etapa, esta vez como director general y adjunto a la presidencia de Florentino Pérez.
Dimitió de su puesto el 25 de mayo de 2011. Según el presidente, su marcha se justificaba por la «disfunción de su cargo con el del entrenador», ya que José Mourinho intentaba acercarse al modelo inglés, donde el entrenador tiene la máxima autoridad en la gestión deportiva.
Tras su dimisión, Valdano comenzó a alternar sus actividades de columnista en distintos medios de prensa con la de comentarista de fútbol en la cadena de televisión La Sexta. En el verano de 2011 se anunció la incorporación de Jorge al programa de la Cadena SER carrusel deportivo, donde ejerció de comentarista en los partidos del Real Madrid durante unos años. Actualmente, interviene en el programa radiofónico El Transistor.
En 2006 sobrevivió a un accidente de helicóptero en México.
Debido a sus goles, logros y trayectoria, fue incluido por la FIFA en el salón de la fama del fútbol en el año 2017.

## Trayectoria

### Como futbolista
Inició su carrera en Rosario, en las categorías inferiores del Newell's Old Boys. Muy pronto, en 1973, debutó con el primer equipo, concretamente el 5 de agosto. Marcó 11 goles en la Primera división con su equipo. Formó parte del plantel rojinegro que obtuvo el primer título de Liga argentina en su historia, en el Metropolitano de 1974.
En 1975 llegó a la liga española de fútbol, concretamente a la Segunda división, fichando por el Deportivo Alavés. En total marcó 21 goles con el equipo vasco.
En 1979 fichó por el Real Zaragoza. Con ese equipo debutó en la Primera División de España el 9 de septiembre de 1979 en el partido Zaragoza 2:2 FC Barcelona, donde Valdano anotó el segundo gol de su equipo. Con el equipo aragonés Valdano jugó 172 partidos y anotó 71 goles.
En 1984 llegó al Real Madrid. En su primera temporada en el club consiguió su récord goleador en la Primera división de la liga española de fútbol, 17 goles, formando una temible delantera con el centro delantero mexicano Hugo Sánchez y el español Emilio Butragueño. Con el equipo madrileño ganó 2 Ligas, una Copa de la liga y dos Copas de la UEFA. En total jugó 120 partidos y marcó 56 goles con el equipo blanco.
El 1 de marzo de 1987 fue su último partido como futbolista, ya que después se retiró a causa de una enfermedad, la hepatitis B.
Jugó un total de 292 partidos en la Primera División de España, anotando 127 goles.

### Como entrenador
En 1992 regresa al fútbol como entrenador, fichando por el Club Deportivo Tenerife. Esa temporada evitó que el equipo insular descendiera y también que el Real Madrid consiguiera el título liguero, ganándole a este el último partido de liga jugado en Tenerife. Al año siguiente clasificó al equipo canario para la Copa de la UEFA.
En 1994 empieza a entrenar al Real Madrid, donde permaneció un año y medio. En su primera temporada, gana la Liga. Hizo debutar a Raúl González Blanco en la liga española. Durante la pretemporada de ese año manifestó que no contaría con los servicios de los jugadores Iván Zamorano ni José Emilio Amavisca. Sin embargo ambos acabarían siendo titulares indiscutidos del equipo, siendo el primero incluso el Pichichi de la Liga.
Fue destituido a principios de 1996, en el primer partido de la segunda vuelta, tras la victoria del Rayo Vallecano en el Bernabéu.
En noviembre de 1996, una vez comenzada la temporada 96-97, firmó como nuevo entrenador del Valencia CF, consiguiendo el 10.º puesto en la Liga. Fue despedido al poco tiempo de iniciar la siguiente campaña. En total entrenó 167 partidos en la Primera División Española.

## Selección nacional
Con el seleccionado Sub-21 fue campeón en el Torneo Esperanzas de Toulon 1975, dirigido por César Luis Menotti.

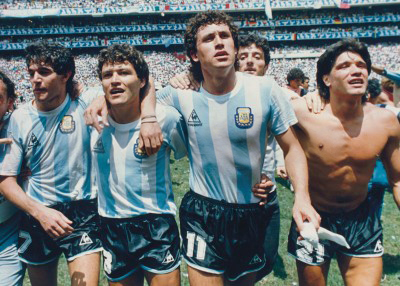
Valdano dando la vuelta olímpica con sus compañeros en el Mundial de México 86.

Fue luego internacional con la selección de fútbol de Argentina Mayor en 22 ocasiones, marcando un total de 11 goles.
Formó parte del plantel campeón en el mundial de México 1986, marcando cuatro goles: dos contra Corea del Sur, uno contra Bulgaria y su cuarto gol fue el 2-0 parcial de Argentina en la final contra Alemania. Este último, el más importante de su carrera, fue relatado por el mismo Valdano de la siguiente manera: 

Jugar un mundial y una final del mundo era un sueño recurrente desde niño. Ese partido estaba convencido que lo íbamos a ganar, el Negro Enrique me la tocó pasando la media cancha superando la marca alemana y siempre dije que en todo el camino rumbo al arco, iba rezando una oración al balón, que en síntesis decía: ¡¡entrá!!... Luego del gol pensé: ¿Será verdad será mentira? ¿Es el mundo real o es otra vez el sueño de toda la vida de que estoy metiendo un gol en la final del mundial? Es el temor a que tu madre te despierte... al final del partido miré hacia la enfervorizada tribuna y dije: ¡¡Sos campeón del mundo!! Era la sensación de que era un gran privilegiado, son recuerdos increíbles que duran toda la vida.

En 1990, tras entrenarse varios meses para ser convocado para el mundial de Italia, fue desvinculado en el último momento por Carlos Salvador Bilardo, entrenador del equipo nacional. En alusión a este hecho es recordada su frase: “nadé a través del océano y me ahogué en la orilla”.

#### Participaciones en Copas del Mundo
| Mundial                        | Sede   | Resultado    | PJ | Goles |
| ------------------------------ | ------ | ------------ | -- | ----- |
| Copa Mundial de Fútbol de 1982 | España | Segunda fase | 2  | 0     |
| Copa Mundial de Fútbol de 1986 | México | Campeón      | 7  | 4     |

## Otros trabajos
Valdano ha trabajado como comentarista en varios medios de comunicación:  Canal+, Movistar+, diario El País, diario Marca, Cadena SER, Telemadrid, Televisión Azteca (México) y La Sexta (España).
Después de retirarse como entrenador ha escrito cinco libros: Sueños de fútbol, Cuentos de Fútbol, Cuentos de fútbol II, Los cuadernos de Valdano y El miedo escénico y otras hierbas.
El 16 de septiembre de 1987, estando aún en activo en el Real Madrid, Valdano se estrenó como comentarista en Televisión Española en el partido de Copa de Europa entre el Real Madrid y el Nápoles, recordado por disputarse a puerta cerrada.
En septiembre de 1990, se incorporó a la, entonces, recién creada cadena de pago Canal+ para comentar sus partidos de Primera División durante la temporada 1990/1991.
En 1998, fue invitado por el periodista y directivo de televisión José Ramón Fernández a formar parte del equipo de Los Protagonistas, programa deportivo estelar de TV Azteca, para cubrir la Copa Mundial de Fútbol de 1998 con sus comentarios junto a personalidades como César Luis Menotti y Emilio Butragueño. Colaboró nuevamente para Los Protagonistas en los mundiales de Alemania 2006, Brasil 2014 y Rusia 2018.
También fue director general deportivo del Real Madrid hasta junio de 2004. El 1 de junio de 2009, tras la toma de posesión de Florentino Pérez como nuevo presidente del Real Madrid, es nombrado como director general de Presidencia. Ocupó dicho cargo hasta mayo de 2011, cuando fue destituido por Florentino Pérez. En su cargo entraría Rafael Martín Vázquez.
Fue colaborador en el programa No me digas que no te gusta el fútbol (2007-2009) de La Sexta cadena, además de ser comentarista en algunos partidos ofrecidos por dicha cadena.
En 2006 se publicó el libro La pasión según Valdano del periodista argentino Ariel Scher, donde se recopilan conversaciones que este mantuvo con Valdano, donde se habla de los orígenes del entrenador, la relación entre deporte, negocio y política y el entrevistado también opina sobre jugadores del fútbol actual como Ronaldo, Ronaldinho e Ibrahimović, entre otros.
En 2006 Valdano publicó un capítulo memorable comparando a Guardiola y Maradona y sus estilos de liderazgo en el libro Administración Inteligente editado por el Ministerio de Administraciones Públicas.
Entre 2006 y 2009 ocupó el puesto de director general de la Escuela de Estudios Universitarios Real Madrid-Universidad Europea de Madrid Archivado el 28 de marzo de 2012 en Wayback Machine..
En verano de 2011, Valdano fue contratado por la Cadena SER para el programa Carrusel deportivo, donde ejercerá de comentarista en los partidos del Real Madrid a partir de la temporada 2011-2012.
En mayo de 2014, previo a la Copa Mundial de Fútbol, trabajó como motivador de la selección de fútbol de Honduras, dirigida por Luis Fernando Suárez en esa época.  
En 1999 fundó junto con Andoni Zubizarreta y Juan Antonio Corbalán la consultora Makeateam, especializada en trasladar los valores del deporte a las organizaciones empresariales. En ella participaron como consultores diversos deportistas de élite como el esquiador Paco Fernández Ochoa, el baloncestista Juanma López de Iturriaga, o la piloto Balba González-Camino. Fue presidente y consejero de la empresa hasta su salida amistosa de la misma, en 2013, para dedicarse a su faceta de conferenciante.
Actualmente, es comentarista habitual de Movistar+ para la  Liga Española y la  Liga de Campeones de la UEFA. También dirige el programa Universo Valdano para dicha plataforma.

## Estadísticas

### Como jugador

#### En clubes
| Newell's Old Boys Argentina | 1.ª                 | 1973                | 2   | 1   | —  | —  | —  | —  | 2   | 1   | 0,50 |
| Newell's Old Boys Argentina | 1.ª                 | 1974                | 19  | 4   | —  | —  | 4  | 3  | 23  | 7   | 0.3  |
| Newell's Old Boys Argentina | 1.ª                 | 1975                | 25  | 6   | —  | —  | —  | —  | 25  | 6   | 0.24 |
| Newell's Old Boys Argentina | Total club          | Total club          | 46  | 11  | 0  | 0  | 4  | 3  | 50  | 14  | 0.28 |
| Deportivo Alavés · España | 2.ª                 | 1975-76             | 26  | 4   | —  | —  | —  | —  | 26  | 4   | 0.15 |
| Deportivo Alavés · España | 2.ª                 | 1976-77             | 30  | 8   | —  | —  | —  | —  | 30  | 8   | 0.27 |
| Deportivo Alavés · España | 2.ª                 | 1977-78             | 26  | 4   | 8  | 1  | —  | —  | 34  | 5   | 0.15 |
| Deportivo Alavés · España | 2.ª                 | 1978-79             | 25  | 5   | 6  | 0  | —  | —  | 31  | 5   | 0.16 |
| Deportivo Alavés · España | Total club          | Total club          | 107 | 21  | 14 | 1  | 0  | 0  | 121 | 22  | 0.18 |
| Real Zaragoza · España | 1.ª                 | 1979-80             | 34  | 9   | 6  | 4  | —  | —  | 40  | 13  | 0.33 |
| Real Zaragoza · España | 1.ª                 | 1980-81             | 17  | 3   | —  | —  | —  | —  | 17  | 3   | 0.18 |
| Real Zaragoza · España | 1.ª                 | 1981-82             | 29  | 9   | 9  | 9  | —  | —  | 38  | 18  | 0.47 |
| Real Zaragoza · España | 1.ª                 | 1982-83             | 34  | 17  | 10 | 7  | —  | —  | 44  | 24  | 0.55 |
| Real Zaragoza · España | 1.ª                 | 1983-84             | 29  | 8   | 4  | 5  | —  | —  | 33  | 13  | 0.39 |
| Real Zaragoza · España | Total club          | Total club          | 143 | 46  | 29 | 25 | 0  | 0  | 172 | 71  | 0.41 |
| Real Madrid · España | 1.ª                 | 1984-85             | 26  | 17  | 4  | 2  | 10 | 4  | 40  | 23  | 0.58 |
| Real Madrid · España | 1.ª                 | 1985-86             | 32  | 16  | 4  | 1  | 11 | 7  | 47  | 24  | 0.51 |
| Real Madrid · España | 1.ª                 | 1986-87             | 27  | 7   | 2  | 1  | 4  | 1  | 33  | 9   | 0.27 |
| Real Madrid · España | Total club          | Total club          | 85  | 40  | 10 | 4  | 25 | 12 | 120 | 56  | 0.47 |
| Total en su carrera | Total en su carrera | Total en su carrera | 381 | 118 | 53 | 30 | 29 | 15 | 463 | 163 | 0.35 |
| (1) Las copas nacionales se refiere al Torneo Clasificación de la liguilla pre-Libertadores (1988-89) y al partido de desempate por el descenso (1992-93). (2) Las copas nacionales se refiere a la Copa Italia / Supercopa de Italia (1989-02). (3) Las copas internacionales se refiere a la Copa Libertadores de América (1988-02); Copa de la UEFA (1995-01) y a la Liga de Campeones de la UEFA (1999-02). (4) Media de goles por encuentro. No incluye goles en partidos amistosos. |                     |                     |     |     |    |    |    |    |     |     |      |

#### En selección nacional
| Selección        | Año           | Amistosos | Amistosos | Sudamérica | Sudamérica | Mundial | Mundial | Total | Total | Media goleadora |
| Selección        | Año           | Part.     | Goles     | Part.      | Goles      | Part.   | Goles   | Part. | Goles | Media goleadora |
| ---------------- | ------------- | --------- | --------- | ---------- | ---------- | ------- | ------- | ----- | ----- | --------------- |
| Adulta Argentina | 1975          | 1         | 2         | 1          | 0          | —       | —       | 2     | 2     | 1,00            |
| Adulta Argentina | 1976          | —         | —         | —          | —          | —       | —       | 0     | 0     | 0,00            |
| Adulta Argentina | 1977          | —         | —         | —          | —          | —       | —       | 0     | 0     | 0,00            |
| Adulta Argentina | 1978          | —         | —         | —          | —          | —       | —       | 0     | 0     | 0,00            |
| Adulta Argentina | 1979          | —         | —         | —          | —          | —       | —       | 0     | 0     | 0,00            |
| Adulta Argentina | 1980          | —         | —         | —          | —          | —       | —       | 0     | 0     | 0,00            |
| Adulta Argentina | 1981          | —         | —         | —          | —          | —       | —       | 0     | 0     | 0,00            |
| Adulta Argentina | 1982          | 3         | 0         | —          | —          | 2       | 0       | 5     | 0     | 0,00            |
| Adulta Argentina | 1983          | —         | —         | —          | —          | —       | —       | 0     | 0     | 0,00            |
| Adulta Argentina | 1984          | —         | —         | —          | —          | —       | —       | 0     | 0     | 0,00            |
| Adulta Argentina | 1985          | —         | —         | 5          | 1          | —       | —       | 5     | 1     | 0.2             |
| Adulta Argentina | 1986          | 1         | 0         | —          | —          | 7       | 4       | 8     | 4     | 0,50            |
| Adulta Argentina | 1987          | 1         | 0         | —          | —          | —       | —       | 1     | 0     | 0,00            |
| Adulta Argentina | 1988          | —         | —         | —          | —          | —       | —       | 0     | 0     | 0,00            |
| Adulta Argentina | 1989          | —         | —         | —          | —          | —       | —       | 0     | 0     | 0,00            |
| Adulta Argentina | 1990          | 2         | 0         | —          | —          | —       | —       | 2     | 0     | 0,00            |
| Adulta Argentina | Total         | 8         | 2         | 6          | 1          | 9       | 4       | 23    | 7     | 0.3             |
| Total carrera    | Total carrera | 8         | 2         | 6          | 1          | 9       | 4       | 23    | 7     | 0.3             |

#### Resumen estadístico
| Competición           | Partidos | Goles | Promedio |
| --------------------- | -------- | ----- | -------- |
| Primera División      | 316      | 139   | 0,44     |
| Segunda División      | 74       | 34    | 0,46     |
| Copas nacionales      | 37       | 10    | 0,27     |
| Copas internacionales | 46       | 15    | 0,33     |
| Selección Absoluta    | 37       | 11    | 0,30     |
| Total                 | 510      | 209   | 0,41     |

### Como entrenador
| Club              | País   | Año       |
| ----------------- | ------ | --------- |
| C. D. Tenerife    | España | 1992-1994 |
| Real Madrid C. F. | España | 1994-1996 |
| Valencia C. F.    | España | 1996-1997 |

### Estadísticas como entrenador
| Equipo                | Torneo                               | Estadísticas | Estadísticas | Estadísticas | Estadísticas | Estadísticas | Estadísticas | Estadísticas | Estadísticas |
| Equipo                | Torneo                               | PJ           | G            | E            | P            | GF           | GC           | DG           | Efectividad  |
| --------------------- | ------------------------------------ | ------------ | ------------ | ------------ | ------------ | ------------ | ------------ | ------------ | ------------ |
| Tenerife* España      | Primera División de España 1991-92   | 8            | 4            | 3            | 1            | 13           | 9            | +4           | 68,75%       |
| Tenerife* España      | Primera División de España 1992-93   | 38           | 15           | 14           | 9            | 59           | 47           | +12          | 57,89%       |
| Tenerife* España      | Copa del Rey de fútbol 1992-93       | 6            | 3            | 1            | 2            | 12           | 6            | +6           | 58,33%       |
| Tenerife* España      | Primera División de España 1993-94   | 38           | 15           | 6            | 17           | 50           | 57           | -7           | 47,37%       |
| Tenerife* España      | Copa del Rey de fútbol 1993-94       | 6            | 3            | 1            | 2            | 12           | 10           | +2           | 58,33%       |
| Tenerife* España      | Copa de la UEFA 1993-94              | 6            | 3            | 1            | 2            | 10           | 11           | -1           | 58,33%       |
| Tenerife* España      | Total                                | 102          | 43           | 26           | 33           | 156          | 140          | +16          | 54,90%       |
| Real Madrid España    | Primera División de España 1994-95*  | 38           | 23           | 9            | 6            | 76           | 29           | +47          | 72,37%       |
| Real Madrid España    | Copa del Rey de fútbol 1994-95       | 2            | 0            | 0            | 2            | 2            | 4            | -2           | 0%           |
| Real Madrid España    | Copa de la UEFA 1994-95              | 6            | 3            | 1            | 2            | 11           | 7            | +4           | 58,33%       |
| Real Madrid España    | Supercopa de España de Fútbol 1995   | 2            | 0            | 0            | 2            | 1            | 5            | -4           | 0%           |
| Real Madrid España    | Primera División de España 1995-96   | 22           | 9            | 6            | 7            | 38           | 31           | +7           | 50%          |
| Real Madrid España    | Liga de Campeones de la UEFA 1995-96 | 6            | 3            | 1            | 2            | 11           | 5            | +6           | 58,33%       |
| Real Madrid España    | Copa del Rey de fútbol 1995-96       | 2            | 1            | 0            | 1            | 3            | 5            | -2           | 50%          |
| Real Madrid España    | Total                                | 78           | 39           | 17           | 22           | 142          | 86           | +56          | 57,26%       |
| Valencia España       | Primera División de España 1996-97   | 28           | 10           | 9            | 9            | 42           | 37           | +5           | 44,83%       |
| Valencia España       | Copa de la UEFA 1996-97              | 3            | 0            | 2            | 1            | 3            | 5            | -2           | 22%          |
| Valencia España       | Copa del Rey de fútbol 1996-97       | 2            | 1            | 0            | 1            | 2            | 2            | 0            | 50%          |
| Valencia España       | Primera División de España 1997-98   | 3            | 0            | 0            | 3            | 2            | 7            | -5           | 0%           |
| Valencia España       | Total                                | 36           | 11           | 1            | 14           | 49           | 51           | -2           | 40,74%       |
| Total como entrenador | Total como entrenador                | 216          | 93           | 54           | 69           | 347          | 277          | +70          | 51,39%       |

*El triunfo valía dos puntos

## Palmarés

### Como jugador

#### Campeonatos nacionales
| Título                         | Club              | País      | Año     |
| ------------------------------ | ----------------- | --------- | ------- |
| Campeonato de Primera División | Newell's Old Boys | Argentina | M-1974  |
| Copa de la Liga                | Real Madrid       | España    | 1985    |
| Liga Española                  | Real Madrid       | España    | 1985-86 |
| Liga Española                  | Real Madrid       | España    | 1986-87 |

#### Copa internacionales
| Título                  | Equipo                 | País     | Año     |
| ----------------------- | ---------------------- | -------- | ------- |
| Copa de la UEFA         | Real Madrid            | España   | 1984-85 |
| Copa de la UEFA         | Real Madrid            | Alemania | 1985-86 |
| Copa Mundial de la FIFA | Selección de Argentina | México   | 1986    |

### Como entrenador

#### Campeonatos nacionales
| Título        | Club        | País   | Año     |
| ------------- | ----------- | ------ | ------- |
| Liga Española | Real Madrid | España | 1994-95 |

### Distinciones individuales
| Distinción | Año  |
| --- | ---- |
| Premio Don Balón al mejor jugador extranjero                                                                                              | 1986 |
| Medalla de Oro de la Universidad Europea de Madrid por su destacada labor en la EURM Archivado el 28 de marzo de 2012 en Wayback Machine. |      |

## Participaciones en Copas del Mundo
- Participó en la Copa Mundial de Fútbol de España de 1982 disputando dos partidos contra Bélgica y Hungría.
- Participó en la Copa Mundial de Fútbol de México de 1986 disputando todos los partidos (7 partidos: Corea del Sur, Italia, Bulgaria, Uruguay, Inglaterra, Bélgica y Alemania Federal). Valdano anotó el segundo gol (minuto 55) de la final Argentina 3:2 Alemania Federal.